# Йохан VI фон Щархемберг
Йохан VI фон Щархемберг (на немски: Johann VI von Starhemberg; * 1494; † 1534) е от стария австрийски благороднически род Щархемберг.

## Произход
Той е големият син на Бартоломеус фон Щархемберг († 1531) и Магдалена фон Лозенщайн († 1523), дъщеря на императорския съветник Вилхелм фон Лозенщайн-Ребелхофен († 1506) и Барбара фон Парзберг (* ок. 1450). Внук е на Йохан IV фон Щархемберг (1412 – 1474) и третата му съпруга Агнес Елизабет фон Хоенберг (1416 – 1494). По-малкият му брат Еразмус I фон Щархемберг „Стари“ (1503 – 1560) е господар във Вилдберг.
Щархембергите са от 1643 г. имперски графове и от 1765 г. имперски князе.

## Фамилия
Йохан VI фон Щархемберг се жени за Сузана фон Полхайм. Те имат осем деца:
- Елизабет (1521 – 1556), омъжена за граф Марквард фон Куенринг (* 9 октомври 1506; † 1570)
- Хиеронимус (1522 – 1553), женен за Еуфемия фон Хоенфелд
- Мария Салома (1523 – 1540)
- Магдалена (* 1524 – 1573), омъжена I. за фон Целкинг, II. за Георг Еберхард фон Полхайм
- Йохана (* ок. 1525), омъжена за Кристоф фон Хоенфелд
- Петер (1526 – 1529)
- Паул Якоб (* 1527; † 6 март 1560), женен 1551 г. за Паула фон Ортенбург (* 1530; † 16 септември 1560), дъщеря на граф Александер фон Ортенбург (1501 – 1548) и фрайин Регина Бианка фон Волкенщайн († 1539)
- Юдит (* 1528)